# Aeschynomene glabrescens
Aeschynomene glabrescens är en ärtväxtart som beskrevs av John Gilbert Baker. Aeschynomene glabrescens ingår i släktet Aeschynomene och familjen ärtväxter. Inga underarter finns listade i Catalogue of Life.